# Гаврилов, Владимир Павлович
Влади́мир Па́влович Гаври́лов (биографические данные неизвестны) — русский архитектор, автор построек в Москве.

## Биография
Учился в Московском дворцовом архитектурном училище, затем поступил в Московское училище живописи, ваяния и зодчества, которое окончил в 1867 году. В 1872—1876 годах состоял помощником архитектора, а в 1876—1891 годах — архитектором Московской дворцовой конторы. В 1876 году Гаврилов заменил В. А. Гамбурцева на строительстве Александровского дворца в Нескучном саду. Вёл строительство церкви Иоанна Златоуста на территории Донского монастыря. При подготовке к коронации Николая II в 1895 году строил временные конюшни Петровского дворца и павильоны для сословных представителей.
Имел награды: орден Святой Анны 3-й степени (1883).

## Проекты м постройки
- Перестройка городской усадьбы А. Г. Щепочкиной — Н. А. Львова. Спасопесковский переулок, 8 (1884). Объект культурного наследия регионального значения[3];
- Доходный дом Суздальского подворья. Пушечная улица, 7/5 — улица Рождественка, 5/7 (1886), ценный градоформирующий объект[3];
- Доходный дом. Арбат, 34 (1888);
- Церковь Иоанна Златоуста в Донском монастыре (по проекту А. Г. Венсана, совместно с А. С. Каминским (иконостас)). Донская площадь, 1, стр. 14 (1888—1889)[4];
- Перестройка доходного владения И. И. Воронцовой — И. Г. Евдокимова — З. И. Шориной, с гостиницей и магазинами. Улица Кузнецкий Мост, 7 (1893). Объект культурного наследия регионального значения[3];
- Доходный дом. Еропкинский переулок, 7 (1900);
- Школьное здание. Трубниковский переулок, 1 (1899; надстроено в 1905 году);
- Приделы церкви Благовещения в Петровском парке. Дворцовая аллея, 2 (1903);
- Деревянная церковь Казанской Божьей Матери в Головинском монастыре (не сохранилась).